# Юрков, Станислав Герасимович
Станислав Герасимович Юрков (род. 8 апреля 1930 года) — прикрепляльщик деталей обуви Ворошиловградского производственного объединения обувных предприятий имени 50-летия Великой Октябрьской социалистической революции Министерства лёгкой промышленности Украинской ССР. Герой Социалистического Труда (1971).
В 1970 году досрочно выполнил личные социалистические обязательства и производственные задания Восьмой пятилетки (1966—1970). Указом Президиума Верховного Совета СССР от 5 апреля 1971 года «за выдающиеся успехи в досрочном выполнении заданий пятилетнего плана и большой творческий вклад в развитие производства тканей, трикотажа, обуви, швейных изделий и другой продукции легкой промышленности» удостоен звания Героя Социалистического Труда с вручением ордена Ленина и золотой медали «Серп и Молот».